# Thomas Albin von Helfenburg
Thomas Albin von Helfenburg (tschechisch Tomáš Albín z Helfenburka; † 10. März 1575) war Bischof von Olmütz.

## Herkunft und Werdegang
Sein Vater war Wenzel Albin von Helfenburg, der in den Diensten der Adelsfamilie Rosenberg zum Kanzler aufgestiegen war und 1553 mit seinen Söhnen Thomas Albin und Johann Albin in den Ritterstand erhoben wurde. Thomas studierte Rechtswissenschaft in Pisa und promovierte in Bologna zum Dr. iur. utr. Nach seiner Rückkehr nach Krummau trat er ebenfalls in die Dienste der Rosenberger ein, begleitete Wilhelm von Rosenberg auf dessen Reisen und führte für ihn Verhandlungen. Von seinen vier Söhnen war Wenzel Domherr in Prag, Propst von Altbunzlau und Dekan von Vyšehrad. Tochter Sophie (1553–1632) war Äbtissin des Benediktinerinnenklosters St. Georg auf der Prager Burg. In dieser Position erreichte sie nach der Schlacht am Weißen Berge die Rückgabe enteigneter Klostergüter.
Nachdem seine Frau gestorben war, wandte sich Thomas Albin dem geistlichen Stand zu. Er wurde zum Priester geweiht und erhielt wegen seiner Verwaltungserfahrung mehrere Pfründen. Er wurde Dekan in Karlstein und Kanoniker in Passau, in Olmütz und in Prag, wo ihn Erzbischof Anton Brus von Müglitz 1568 zu seinem Generalvikar bestimmte.

### Bischof von Olmütz
Nach dem Tod des Olmützer Bischofs Johannes XVII. Grodetzký von Brod wurde Thomas Albin am 8. März 1574 vom Domkapitel zu dessen Nachfolger gewählt. Obwohl die Wahl von Wilhelm von Rosenberg unterstützt worden war, gab es unter den Domherren einzelne Gegner. In seiner Wahlkapitulation verpflichtete sich Thomas Albin, ein Priesterseminar zu gründen und keine neuen Schulden ohne Zustimmung des Kapitels aufzunehmen. Zwei Drittel der Bistumseinnahmen sollten zur Schuldentilgung verwendet werden. Während seiner kurzen Amtszeit förderte er die Jesuiten in Olmütz und konnte die vom Kaiser beabsichtigte Auflösung des Brünner Jesuitenkollegs abwenden.
Thomas Albin starb überraschend am 10. März 1575, nur vier Wochen nach seiner Inthronisation. Er wurde in der Olmützer Kathedrale beigesetzt. Sein Tod ließ das Gerücht aufkommen, er sei vergiftet worden. 1586 gestand der Olmützer Domdekan Jan Dąmbrowsky die Vergiftung des Bischofs Thomas Albin von Helfenburg und zwei weiterer Bischöfe und wurde daraufhin exekutiert.